# Cédric Grand
Cédric Grand, född den 14 januari 1976 i Genève, Schweiz, är en schweizisk bobåkare.
Han tog OS-brons i herrarnas fyrmanna i samband med de olympiska bobtävlingarna 2006 i Turin.